# Sophira borneensis
Sophira borneensis är en tvåvingeart som beskrevs av Erich Martin Hering 1952. Sophira borneensis ingår i släktet Sophira och familjen borrflugor. Inga underarter finns listade i Catalogue of Life.